# Ilhéus Secos
Ilhéus Secos är öar i Kap Verde.   De ligger i kommunen Brava, i den sydvästra delen av landet, 120 km väster om huvudstaden Praia.